# 神田町 (神戸市垂水区)
神田町（かんだちょう）は、兵庫県神戸市垂水区の町名。郵便番号は655-0027。

## 地理
垂水区南部の西垂水地区（旧西垂水村）に位置する。東は日向、北は天ノ下町/陸ノ町、南は宮本町、西は五色山に接する。

## 交通

### バス
- 山陽バス
- 神戸市バス

### 鉄道
- 山陽電気鉄道本線山陽垂水駅
- JR神戸線垂水駅